# Jagenried
Jagenried ist ein Ortsteil des Marktes Neukirchen-Balbini im Landkreis Schwandorf des Regierungsbezirks Oberpfalz im Freistaat Bayern.

## Geografie
Jagenried liegt 2 Kilometer nordwestlich von Neukirchen-Balbini und von der Staatsstraße 2150.

## Geschichte
Jagenried (auch: Jahenruite, Gehenrivt, Gehenreut, Jehenriet, Jehenriedt, Jächenrieth, Jägenrieth, Jägenried, Jagenrieth) wurde 1190 in erstmals schriftlich erwähnt. Rapot und Immo de Jahenruite wurden in diesem Jahr als Zeugen in einer Prüfeninger Urkunde verzeichnet. In den Jahren 1267, 1281, 1296 wurde es im Zusammenhang mit Klosterschenkungen aufgeführt. Im Herzogsurbar von 1285 wurde Jagenried mit Naturalzins erwähnt. 1300 verkaufte Rueger der Warberger sein Gut in Jagenried an das Kloster Prüfening. Zunächst gehörte Jagenried zum Amt Nittenau, später dann zum Amt Neunburg vorm Wald.
Neunburg wurde zu Beginn des 16. Jahrhunderts in ein Inneres und ein Äußeres Gericht unterteilt. Das Innere Gericht umfasste den Ostteil des Gebietes und das Äußere Gericht den Westteil. Die Grenze zwischen Innerem und Äußerem Gericht verlief von Norden nach Süden: Die Ortschaften Oberauerbach, Fuhrn und Taxöldern gehörten zum Äußeren Amt, während Grasdorf, Luigendorf und Pingarten zum Inneren Amt gehörten. Jagenried gehörte zum Inneren Amt. Laut Musterungsregister hatte es 1522 5 Mannschaften und 1572 6 Mannschaften.
Jagenried hatte laut Amtsverzeichnis von 1622 4 Höfe, 2 Güter, 1 Sölde. Das Steuerbuch von 1631 führte für Jagenried auf: 3 Höfe, 1 Halbhof, 1 Gut, 1 Söldengut, 1 Häusel, 4 Inwohner (darunter 1 Schäfer, 1 Hüter), 68 Rinder, 3 Schweine, 71 Schafe, 1 Ziege, 9 Bienenstöcke. Die Steuer betrug 22 Gulden 29¾ Kreuzer. 1661, nach dem Dreißigjährigen Krieg, hatte Jagenried 3 Höfe, 1 Halbhof, 1 Gut, 1 Söldengut, 1 Häusel, 2 Inwohner (darunter 1 Hüter), 2 Pferde, 45 Rinder, 5 Schweine, 39 Schafe, 5 Ziegen, 5 Bienenstöcke. Die Steuer betrug 14 Gulden 5½ Kreuzer. Im Amtsverzeichnis von 1667 wurden ein Hof und zwei Güter in Jagenried als reichenbachisches Lehen aufgeführt. 1762 wurde Jagenried mit 7 Anwesen, 1 Hüthaus, 3 Inwohnern (darunter 1 Hüter) verzeichnet, 1783 als Dorf, 1785 mit Geld- und Naturalzins von 1 Häusel und Geldzins von 1 Person. 1808 hatte Jagenried 8 Anwesen. Eigentümer waren Angrimmer, Kreutner, Hofstetter, Scheurer, Aichinger, Grasmann, Zimmermann.
1808 wurde die Verordnung über das allgemeine Steuerprovisorium erlassen. Mit ihr wurde das Steuerwesen in Bayern neu geordnet und es wurden Steuerdistrikte gebildet. Dabei kam Jagenried zum Steuerdistrikt Kleinwinklarn. Der Steuerdistrikt Kleinwinklarn bestand aus den Ortschaften Kleinwinklarn mit 15 Anwesen, Boden mit 10 Anwesen, Jagenried mit 8 Anwesen, Kitzenried mit 7 Anwesen, Poggersdorf mit 5 Anwesen, Wolfsgrub mit 3 Anwesen, Etzmannsried mit 2 Anwesen, Stadlhof mit 1 Anwesen.
1820 wurden im Landgericht Neunburg vorm Wald Ruralgemeinden gebildet. Dabei kam Jagenried zur Ruralgemeinde Egelsried. Zur Ruralgemeinde Egelsried gehörten die Dörfer Egelsried mit 12 Familien, Jagenried mit 8 Familien, der Weiler Albenried mit 2 Familien und die Einöden Oberstocksried und Unterstocksried jeweils mit 1 Familie.
Im Zuge der Gebietsreform in Bayern wurde 1972 die Gemeinde Egelsried aufgelöst und nach Neukirchen-Balbini eingemeindet.
Jagenried gehörte zunächst zur Pfarrei Penting und ab 1871 zur Pfarrei Neukirchen-Balbini. 1997 hatte Jagenried 59 Katholiken.

## Einwohnerentwicklung ab 1809
| Jahr | Einwohner  | Gebäude |
| ---- | ---------- | ------- |
| 1809 | 48         | k. A.   |
| 1820 | 8 Familien | k. A.   |
| 1838 | 63         | 9       |
| 1861 | 60         | 28      |
| 1871 | 75         | 28      |
| 1885 | 61         | 9       |
| 1900 | 56         | 9       |

| Jahr | Einwohner | Gebäude |
| ---- | --------- | ------- |
| 1913 | 45        | 8       |
| 1925 | 50        | 9       |
| 1950 | 52        | 10      |
| 1961 | 47        | 9       |
| 1970 | 45        | k. A.   |
| 1987 | 53        | 11      |
| 2011 | 46        | k. A.   |

## Tourismus
Am Westrand von Jagenried führen der Goldsteig, der Oberpfalzweg und der Oberpfälzer Seenland-Radweg vorbei.